# 中西聯盟
中西聯盟（英語：Midwest League），是美國中西部的一個美國職棒小聯盟附屬聯盟，該聯盟於1947年創立，原隸屬於大聯盟的1A系統。後來在2021年小聯盟重組後晉升到高階1A系統。該聯盟在2021年短暫改名為高階1A中區後，在2022年恢復原名。
中西聯盟起初名叫伊利諾州聯盟，兩年後便改名為密西西比—俄亥俄谷聯盟升上1B系統。1956年，該聯盟改名為中西聯盟，並維持至今。
2020年，因為COVID-19疫情的大爆發，使得小聯盟賽季全面暫停。2021年球季開始前，中西聯盟暫時改名叫高階1A中區。不過大聯盟後來收購小聯盟的名稱版權，因此高階1A中區在2022年球季又改回原名中西聯盟。

## 現有球隊
| 分區 | 球隊           | 原文名 | 大聯盟球隊     | 所在地               | 球場             | 球場容納人數 |
| ---- | -------------- | ------ | -------------- | -------------------- | ---------------- | ------------ |
| 東區 | 代頓青龍       |        | 辛辛那提紅人   | 俄亥俄州代頓         | 天氣球場         | 7230         |
| 東區 | 韋恩堡錫帽     |        | 聖地牙哥教士   | 印第安納州韋恩堡     | 景觀球場         | 8100         |
| 東區 | 五大湖潛鳥     |        | 洛杉磯道奇     | 密西根州密德蘭       | 多爾鑽石球場     | 5200         |
| 東區 | 萊克縣隊長     |        | 克里夫蘭守護者 | 俄亥俄州東湖         | 經典公園         | 7273         |
| 東區 | 蘭辛螺母       |        | 奧克蘭運動家   | 密西根州蘭辛         | 傑克森球場       | 11000        |
| 東區 | 西密西根白帽   |        | 底特律老虎     | 密西根州康斯托克公園 | LMCU球場         | 9281         |
| 西區 | 畢洛伊特天鯉   |        | 邁阿密馬林魚   | 威斯康辛州畢洛伊特   | ABC補給體育場    | 3850         |
| 西區 | 洋杉激流麥子   |        | 明尼蘇達雙城   | 愛荷華州錫達拉皮茲   | 榮民紀念球場     | 5300         |
| 西區 | 皮奧里亞酋長   |        | 聖路易紅雀     | 伊利諾州皮奧里亞     | 道澤公園         | 7377         |
| 西區 | 闊德城河邊海盜 |        | 堪薩斯市皇家   | 愛荷華州達文波特     | 現代木工公園     | 7140         |
| 西區 | 南本德小熊     |        | 芝加哥小熊     | 印第安納州南本德     | 四風球場         | 5000         |
| 西區 | 威斯康辛響尾蛇 |        | 密爾瓦基釀酒人 | 威斯康辛州艾波頓     | 神經科學團隊球場 | 5900         |

## 外部連結
- 小聯盟官方網站 （页面存档备份，存于）